# 14354 Колесніков
14354 Коле́сніков (14354 Kolesnikov) — астероїд головного поясу, відкритий 21 серпня 1987 року. Названо на честь московського геохіміка Євгенія Колеснікова, дослідника космохімії Тунгуського метеориту.
Тіссеранів параметр щодо Юпітера — 3,256.